# Курт Шнайдер (льотчик)
Курт Шна́йдер (нім. Kurt Schneider; 4 жовтня 1888, Вурцен, Німецька імперія — 14 липня 1917, Кодрі, Франція) — німецький льотчик-ас, лейтенант Саксонської армії.

## Біографія
Учасник Першої світової війни, служив в наземних військах, потім отримав переведення в авіацію. Після проходження льотної підготовки Шнайдер став одним із перших льотчиків, що увійшли до складу щойно сформованої у серпні 1916 року 5-ї винищувальної ескадрильї, а з 6 травня до 5 червня 1917 року тимчасово виконував обов'язки її командира, доки не був поранений у бою. Цей бій проходив проти літаків FE 2b із 22-ї ескадрильї, і Шнайдер був збитий капітаном К. М. Клементом та 2-м лейтенантом Л. Г. Девісом, що літали машиною з номером А5461. Його Albatros D.V здійснив вимушену посадку біля Ледена о 07:30 за британським часом. У Шнадера було пробите стегно і роздроблена кістка, а зараження крові призвело до фатального результату: 14 липня він помер.
Загалом на рахунку Курта Шнайдера 15 перемог, з них 3 аеростати. Ще одна перемога залишилась непідтвердженою.

## Нагороди
- Залізний хрест
  - 2-го класу (15 березня 1915)
  - 1-го класу
- Орден Альберта (Саксонія), лицарський хрест 2-го класу з мечами (13 січня 1917)
- Військовий орден Святого Генріха, лицарський хрест (24 липня 1917, посмертно)